# Flughafen Marka International

i8
i11
i13
Der Marka International Airport (arabisch مطار ماركا الدولي, DMG Maṭār Mārkā ad-Dawlī; IATA-Code: ADJ, ICAO-Code: OJAM) ist ein Flughafen östlich von Amman in Jordanien. Militärisch wird er auch als King Abdullah I Air Base bezeichnet.

## Geschichte
Der Flugplatz wurde von 1922 bis 1948 allein von der Royal Air Force als RAF Amman genutzt. Ab 1948 wurde er für den zivilen Luftverkehr geöffnet und nun als Marka Airport bezeichnet. Im selben Jahr wurde der Flughafen Marka zur Heimatbasis der Arab Airways Association, die zwei Jahre zuvor als erste jordanische Fluggesellschaft gegründet worden war. Ab 1950 war auch die Air Jordan dort ansässig. In den 1950er Jahren wurde der Flughafen im internationalen Linienverkehr unter anderem von den europäischen Gesellschaften BOAC und KLM angeflogen. Die Royal Air Force gab ihre dortige Basis im Frühsommer 1957 auf. Nach dem Staatsstreich im Irak im Juli 1958 kehrte sie noch einmal mit einigen Hunter Jets nach Amman zurück. 
Im Jahr 1948 erlitt der Flugplatz während des arabisch-israelischen Krieges schwere Schäden durch israelische Luftangriffe, was 1967 im Sechstagekrieg erneut der Fall war. Im Jahr 1951 weihte König Abdullah I. den Militärflugplatz für die neu geschaffene Royal Jordanian Air Force (RJAF) mit ihren ersten beiden Flugzeugstaffeln ein. Ab 1952 wurden neue Start- und Landebahnen und Gebäude auf ihm gebaut. Seitdem befindet sich dort das Hauptquartier der RJAF. Anfang der 1970er Jahre wurden die Landebahnen noch einmal erweitert, um auch größere Flugzeuge abfertigen zu können.
Bis zur Eröffnung des Queen Alia International Airports im Jahr 1983 war der Marka International Airport der internationale Flughafen von Amman. Seitdem wird er als Regionalflughafen und weiterhin von den jordanischen Luftstreitkräften genutzt. Auf dem Flughafen sind Polizeihubschrauber stationiert und ein Segelflugclub beheimatet, ferner das Prince Feisal Technical College sowie zwei Flugschulen. Der Flughafen liegt in der Zeitzone UTC+2 (DST+3). Er ist rund um die Uhr geöffnet und verfügt über ein Terminal.
Der Flughafen Marka ist/war Heimatbasis von:
- Air Jordan
- Arab Wings
- Jordan Airways
- Jordan International Airlines
- Royal Wings
- Jordan Aviation

## Zwischenfälle
- Am 9. September 1956 konnte die Besatzung einer Curtiss C-46A der Jordan International Airlines (Luftfahrzeugkennzeichen JY-ABV) nach dem Start in Amman-Marka keine Höhe gewinnen. Die Piloten leiteten daraufhin eine Platzrunde ein. Im Endanflug schlug die Maschine mit noch eingefahrenem Fahrwerk an einem Hügel auf, rutschte über dessen Spitze hinweg und kam auf der anderen Hangseite zum Liegen. Das Flugzeug geriet danach in Brand. An Bord befanden sich vier Besatzungsmitglieder und 53 Passagiere, von denen einer ums Leben kam.[3]